# Сонячний (Амурська область)
Сонячний (рос. Солнечный) — селище у Сковородінському районі Амурської області Російської Федерації. Розташоване на території українського історичного та етнічного краю Зелений Клин.
Входить до складу муніципального утворення Сонячна сільрада. Населення становить 341 особу (2018).

## Історія
З 20 жовтня 1932 року входить до складу новоутвореної Амурської області.
З 1 січня 2006 року органом місцевого самоврядкування є Сонячна сільрада.

## Населення
| 2002 | 2010 | 2012 | 2013 | 2014 | 2015 | 2016 |
| ---- | ---- | ---- | ---- | ---- | ---- | ---- |
| 487  | ↘408 | ↘382 | ↘373 | ↘360 | ↘349 | →349 |
| 2017 | 2018 |      |      |      |      |      |
| ↘339 | ↗341 |      |      |      |      |      |